# Merops ornatus

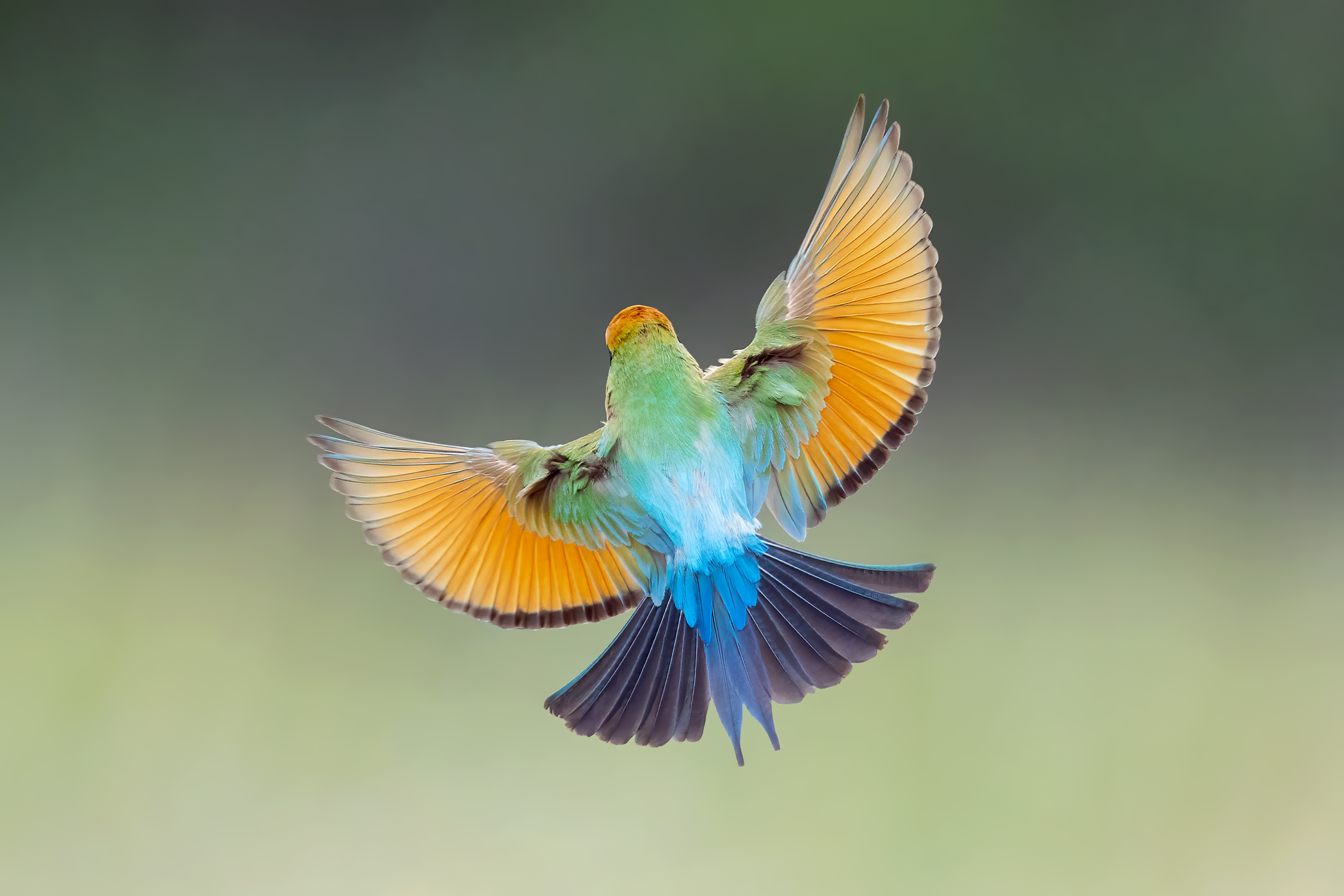

Il gruccione iridato (Merops ornatus Latham, 1801) è un uccello appartenente alla famiglia Meropidae, diffuso  in	Australia, Papua Nuova Guinea e alcune delle isole meridionali dell'Indonesia.